# Cumbre del Laudo
Der Cumbre del Laudo ist ein Berg in den argentinischen Anden nahe der Grenze zu Chile. Der Stratovulkan ist Teil des Sierra Nevada Vulkankomplexes. Über seine Höhe herrscht Unklarheit, sie wird mit 6400 m oder auch nur mit 6120 m angegeben.